# Сварицевичі
Сварице́вичі — село в Україні, у Дубровицькій міській громаді Сарненського району Рівненської області. До 2020 підпорядковувалося Сварицевицькій сільській раді. Відповідно до Розпорядження Кабінету Міністрів України від 12 червня 2020 року № 722-р «Про визначення адміністративних центрів та затвердження територій територіальних громад Рівненської області» увійшло до складу Дубровицької міської громади.
Населення становить 1992 особи (2011).

## Назва
Місцеві історики-краєзнавці В. Попенко і Ю. Максименко вважають, що назва Сварицевичі походить від імені язичницького прабога, володаря світу, батька українського пантеону, бога світла і небесного вогню — Сварога. Також існує інша думка. Старожили села Сварицевичі передають з покоління в покоління легенду, ніби село так назвали подорожні пани, які посварились, сперечаючись, якою дорогою їхати далі, за іншою версією, посварились за знайдені гроші. Ми вважаємо, що ця легенда має історичне підґрунтя. Проаналізувавши документ, можливо, це є «сварка» за те, до якого князівства мала увійти територія сучасного села Сварицевичі. Проте, спираючись на археологічні знахідки, територія Сварицевичів була залюднена набагато раніше знайденої першої писемної згадки про село.[джерело?]
Польською мовою згадується як Swarycewicze.

## Географія
Площа села — 2,17 км². Поблизу села — річка Стубла. Згідно з дослідженням 2017 року, за яким оцінювалися масштаби антропогенної трансформації території Дубровицького району внаслідок несанкціонованого видобутку бурштину, екологічна ситуація села характеризувалася як «сприятлива».

### Клімат
Клімат у селі вологий континентальний («Dfb» за класифікацією кліматів Кеппена). Опадів 602 мм на рік. Найменша кількість опадів спостерігається в березні й сягає у середньому 28 мм. Найбільша кількість опадів випадає в червні — близько 86 мм. Різниця в опадах між сухими та вологими місяцями становить 58 мм. Пересічна температура січня — -5,6 °C, липня — 18,5 °C. Річна амплітуда температур становить 24,1 °C.
| Клімат Сварицевичів               | Клімат Сварицевичів | Клімат Сварицевичів | Клімат Сварицевичів | Клімат Сварицевичів | Клімат Сварицевичів | Клімат Сварицевичів | Клімат Сварицевичів | Клімат Сварицевичів | Клімат Сварицевичів | Клімат Сварицевичів | Клімат Сварицевичів | Клімат Сварицевичів | Клімат Сварицевичів |
| Показник                          | Січ.                | Лют.                | Бер.                | Квіт.               | Трав.               | Черв.               | Лип.                | Серп.               | Вер.                | Жовт.               | Лист.               | Груд.               | Рік                 |
| Середній максимум, °C             | −2,6                | −1,3                | 3,4                 | 12,3                | 19,2                | 22,8                | 23,8                | 23,0                | 18,2                | 11,7                | 4,8                 | 0,0                 | 11,3                |
| Середня температура, °C           | −5,6                | −4,5                | −0,3                | 7,4                 | 13,6                | 17,4                | 18,5                | 17,6                | 13,2                | 7,7                 | 2,3                 | −2,5                | 7,1                 |
| Середній мінімум, °C              | −8,5                | −7,7                | −3,9                | 2,6                 | 8,1                 | 12,0                | 13,2                | 12,2                | 8,3                 | 3,8                 | −0,2                | −5                  | 2,9                 |
| Норма опадів, мм                  | 35                  | 29                  | 28                  | 40                  | 56                  | 86                  | 80                  | 64                  | 57                  | 45                  | 41                  | 41                  | 602                 |
| --------------------------------- | ------------------- | ------------------- | ------------------- | ------------------- | ------------------- | ------------------- | ------------------- | ------------------- | ------------------- | ------------------- | ------------------- | ------------------- | ------------------- |
| Джерело: Climate-Data.org (англ.) |                     |                     |                     |                     |                     |                     |                     |                     |                     |                     |                     |                     |                     |

## Історія
Село вперше згадується 1450 року, коли королева Польсько–Литовської держави Бона надає привілеї дворянам Полюховичам. І це не лише писемні історичні свідчення, а матеріальні знахідки дозволяють припустити, що перші поселення на сучасних околицях села були ще в дохристиянські часи. Відомо, що поселенці займались сільським господарством, сплавом лісу по річці Стублі, рибальством, мисливством і бортництвом.[джерело?]
У селі знаходився маєток графа Папули. Сам граф жив у Варшаві, навідувався у село час від часу.[джерело?]
У 1903 році розпочато будівництво школи у Сварицевичах з ініціативи губернатора Мінської губернії Петра Базилевського, що мешкав у Мінську. Керував будівництвом управитель Папула. Його прізвище вибито на одній з цеглин приміщення старої школи. Це добре видно до цього часу. Відомо, що тоді вже була цегляна церква Святого Георгія.[джерело?]
У 1921 році за Ризьким мирним договором під владою Польщі опинилась Західна Україна, в тому числі село Сварицевичі. Воно ввійшло до складу Волинського воєводства Пінського повіту Вичівської гміни. У селі працювала церковно-приходська школа.[джерело?]
У 1921—1939 роки входило до складу Польщі. У 1921 році село входило до складу гміни Вичівка Пінського повіту Поліського воєводства Польської Республіки.
У вересні 1939 року Польща, як держава фактично перестала існувати, і Сварицевичі увійшли до складу УРСР. У 1939 році на територію села ввійшли війська Червоної армії. У 1940 році в Сварицевичах створюється колективне господарство, в якому об'єдналося 48 сімей бідняків. У їх розпорядженні було 256 га орної землі. Поряд з позитивними змінами були і негативні. Нова влада розпочала репресії проти людей, які займали керівні посади, коли село було під владою Польського князівства, або були великими землевласниками (за тогочасними мірками).[джерело?]

### Друга світова війна
У роки Другої світової війни деякі мешканці села долучилися до національно-визвольної боротьби в лавах УПА та ОУН. Загалом встановлено 6 жителів села, які брали участь у визвольних змаганнях, з них 4 загинуло, 1 було репресовано.
7 липня 1941 Сварицевичі були окуповані гітлерівськими військами. В роки Другої світової війни мешканці села підтримали і влилися в партизанські загони. За антифашистську діяльність село було жорстоко покаране — спалене вщент, жителі ховались в навколишніх лісах. Сварицевичани перенесли багато негараздів: голод, холод та різні хвороби, але вистояли. Все чоловіче населення до 1928 року народження, було мобілізовано до лав радянської армії та взяло участь у звільнені Східної Європи. 259 жителів села воювали в діючій армії і партизанських загонах, 97 — нагороджено бойовими орденами та медалями, 119 — загинуло на фронтах Другої світової війни та в партизанських загонах, 6 — підтримали воїнів УПА. 9 січня 1944 року с. Сварицевичі було звільнено. Відновлено Радянську владу.
У музеї с. Сварицевичі зібрані спогади жителів, ветеранів війни, експонати, які стосуються Другої Світової війни.

#### Життя та долі сварицевицьких євреїв у 1939—1944  роки
Сім сімей сварицевицьких євреїв загинули у серницькому гетто. Сьогодні важливо з документальною точністю відтворити страшну епоху гітлерівського лихоліття. Бібліотекарі Сварицевицької публічно шкільної бібліотеки спільно з вчителем історії Сварицевицького НВК Полєшко Ольгою провели краєзнавчо — пошукову роботу по виявленню живих свідків тих страшних подій. Записали спогади старожилів села про життя та долі сварицевицьких євреїв в роки Другої світової війни.
У Сварицевичах, як і по всій Західній Україні, жили поляки і євреї, гострих міжнаціональних конфліктів не було.
Згадує Швайко Віра Андріївна (нар. 1927): «До війни у нас проживало 7 єврейських сімей, вони були не дуже багаті, займались торгівлею, була серед них швачка. Їх діти разом з нашими дітьми ходили до польської школи. Коли прийшли німці, наказали їм носити одяг із спеціальною нашивкою. У свято євреї збиралися разом, і все по–своєму говорили. На запитання про що вони розмовляють відповідали: „Спочатку нас, а потім буде ваша черга“. Їх водили поліцаї на роботу садити і сапати ліс».
Спогади Вишневської Євгенії Степанівни (нар. 1925): «Євреї були працьовиті, дітей годували, чоботи шили, були у них швейні машинки. Заказів було дуже багато. Сім'ю годували з праці своїх рук. Сварицевицька єврейка Нисилиха завдяки шиттю утримувала всю сім'ю із 7 чоловік. Землі вони не мали. У євреїв Янкеля і Берка були свої торгові лавки. А Галецький утримував єврейську школу, куди збиралися євреї для молитви. Одягали на себе чорні довгі ризи, на праву руку ремінь на лоб і на долоню накладали чорну кулю з невідомого матеріалу (мабуть якась релігійна єврейська атрибутика) і починали голосно молитись на своїй мові. Для нас дітей це здавалося дуже страшним і незрозумілим. Розмовляли з нами на нашій українській мові. Деякі єврейки ходили допомагати жати жито до селян. До нас також приходили. Коли німці прийшли у село то стали переслідувати євреїв. Молодші утікали а малих і старих розстрілювали біля ями: кого поранено, кого убито всіх засипали землею. Казали люди що земля стогнала і здригалася. На війну йшли всі, чи то пан, чи єврей, чи мужик, кого мобілізували той і йшов. Були євреї і у партизанах. Ховалися бідні, щоб не вбили. Як і сьогодні утікають з Донецька і Луганська. Знущалися німці, а сьогодні вони наші друзі. Так і треба бути друзями, не треба ворогувати.»Особливо жорстоко німці і поліцаї відносилися до людей єврейської національності. Юшкевич Матрона Андріївна (1928 р.н.) стала свідком страшної сцени:- «Поліцаї зловили у селі жінку єврейської нації. Вона була вагітна. Фашисти вчинили над невинною жінкою розправу. Вони обложили її соломою і підпалили, коли солома згоріла, жінка була ще жива. Шкіра в цієї жінки, як ви розумієте, також підгоріла. Їм цього було мало, і вони почали здирати з неї ножами підгорілу шкіру. Люди за декілька кілометрів чули, як вона кричала від болю». Цей випадок стався не в Сварицевичах. Син Матрони Андріївни був у партизанах, і вона змушена була міняти місце проживання, де саме, вона вже не пам'ятає.
Спогади Легкого Івана Костянтиновича (нар. 1930): «Десь у кінці літа, під осінь, євреїв з нашого села повели до села Серники, там було єврейське містечко. По дорозі вдалось втекти Янкелю, Морші, Лейзору, ще десь чотирьом чоловікам. Вони пішли до партизан — місюринців. Усіх євреїв назбиралося у загоні до 80 чоловік, там були жінки і діти — всі ті, кому вдалося втекти від смерті. Поробили свої землянки не далеко від партизанських. Вони щовечора приходили в село просити хліба і продуктів».
Спогади Чудінович Марти Сергіївни: «Був такий випадок, коли над нашим селом підбили радянський літак. Один з пілотів спустився на парашуті. Він хотів добратися до Висоцька. Його побачили місцеві жителі — Полюхович Федір з братами, Іванцік, Шверчук. Один з них сів на човен і поплив, щоб дати звістку поліції, другий підійшов — запропонував свою допомогу (перевезти через річку Стубло). Коли вони підпливали до берега, парашутист щось помітив, хотів витягти пістолет, але отримав удар веслом по голові. Він знепритомнів. Заволокли його в льох. Уранці з Висоцька приїхало машиною ще шість поліцаїв. Льотчика повели через все село на собаче кладовище. На цей самосуд зібралося багато селян. Там євреї за наказом поліції викопали ямку. Всі поліцаї разом вистрелили в груди парашутиста — легені вилетіли. Поліцаї примусили євреїв закопати парашутиста і танцювати на його могилі, приспівуючи: „Через нас війна“. Потім вони отримали наказ принести горілки і харчі. Поліцаї напились, наїлись, свої залишились, а висоцькі повернулись назад. Пізніше євреї, які пішли в партизани, вбили коменданта поліції, який влаштував цей самосуд, а дочок заставили танцювати біля вбитого батька».
В Інтернеті ми знайшли спогади наших земляків-євреїв, яким вдалося уникнути німецької розправи у Серниках і стати партизанами місюринського загону. Вони добрими словами згадують самого очільника партизанського загону імені Ворошилова Місюру М. Й., тому що командири інших партизанських загонів не хотіли мати цивільний табір і єврейських жінок, дітей, стариків до себе не приймали. Тоді євреї утворили свій табір на який стали нападати німецькі поліцаї і націоналісти, захищатися їм було нічим. Після цього Місюра М. Й. дозволив, поселитися їм недалеко від свого загону і дбав про цивільний табір. До якого приходили євреї з Дубровиці, з Пінська (Білорусія), з навколишніх сіл. Своїм героїзмом відзначилися партизани -євреї: Нахман Зильберфарб і Пурим із Серник, Голда з Пінська, яка витягувала поранених під сильним обстрілом, всі вони отримали нагороди. Тих, кому не вдалось втекти, німці загнали у єврейське гетто у с. Серники Зарічненського району, яке до війни було єврейським містечком. Там над ними вчинили страшну розправу. За польським переписом у 1921 році в Серниках проживало 1987 євреїв. Тільки в урочищі Шуміль загинуло — 800 чоловік скільки ще загинуло невідомо.
Згадує Островська Марія Федорівна (нар. 1910): «За кожен день свого життя євреї платили, наприклад, за сьогоднішній день потрібно здати стільки золота, на завтра — нова ціна. Коли перестали платити, заставили їх викопати велику яму. Потім євреїв ставили перед ямою і розстрілювали. Падали в яму вбиті, поранені. Після цього яму засипали. Все це робили поліцаї на чолі із серницьким комендантом. Німці тільки спостерігали за цим дійствам. Три дні ще земля „стогнала“, і кров виступила поверх ґрунту, стікала струмочками. Так жорстоко розправились німці і поліцаї з мирним єврейським населенням»
Сварицевицькі євреї, розстріляні німцями:
- Сім'я Боброва Берка (5 осіб)
- Сім'я Галецького Шолома Аврамовича (6 осіб)
- Сім'я Цукерман Бейли (6 осіб)
- Сім'я Бромберг Хайки (4 осіб)
- Сім'я Дрижуна Іцка (4 осіб)
- Сім'я Дрижун Шоломки Іцкевич (7 осіб)

Детальнішу інформацію надає Сварицевицька публічно-шкільна бібліотека [Архівовано 21 лютого 2018 у Wayback Machine.].

### Період розбудови
Після закінчення війни село стало відбудовуватись. Створювався колгосп, в кінці 40-х рр. стало працювати лісництво та цегельний завод. Колгосп обслуговувала МТС, яка знаходилась у Висоцьку. У МТС було шість бригад. У 1959 році МТС було реорганізовано — трактори і сільськогосподарські машини передали на села. До Сварицевич прийшло три трактори і в колгоспі було дві машини «полуторки». В середині 50-х років в селі з'явилась молотарка «Дунавт», якою молотили ячмінь, овес. Вирощений урожай в основному продавали державі.[джерело?]
У 1947 році село Сварицевичі разом з хуторами Борва та Кварець підпорядковувалося Сварицевицькій сільській раді Висоцького району Ровенської області УРСР.
У 1958 році сталася визначна подія, яка сприяла дальшому розвитку колгоспу. Адже в цей час відбулось об'єднання Зеленської і Сварицевицької сільських рад. І від того часу ці два сусідні села об'єднались в один колгосп «Партизан». Ця назва існувала з 1961 року. З плином часу населенню села хотілося більше знати про події в світі. Тому вони збиралися по хатах і читали газети, журнали. З 1952 року в селі діє бібліотека. Першим бібліотекарем став Островський Василь Ілліч. Вона була розміщена у хаті Холодька Максима Панасовича. Оплату грошима колгоспникам стали виплачувати в 1968 році, а робітникам цегельного заводу — з 1965 року. В 1963 році в селі починають проводити меліорацію землі. В цьому ж році було прокладено шосе на Зарічне через Сварицевичі. З кінця 50-х до середини 60-х роках було проведено радіофікацію і електрифікацію села.[джерело?]
У 1965 році Сварицевицька школа стала середньою. Приміщення школи розширилось: було добудовано вісім класних кімнат. Перший випуск десятикласників відбувся у 1968 році.[джерело?]
Відповідно до прийнятої в грудні 1989 року постанови Ради Міністрів УРСР село занесене до переліку населених пунктів, які зазнали радіоактивного забруднення внаслідок аварії на Чорнобильській АЕС, жителям виплачувалася грошова допомога. Згідно з постановою Кабінету Міністрів Української РСР, ухваленою в липні 1991 року, село належало до зони гарантованого добровільного відселення. На кінець 1993 року забруднення ґрунтів становило 1,06 Кі/км² (137Cs + 134Cs), молока — 4,47 мКі/л (137Cs + 134Cs), картоплі — 0,56 мКі/кг (137Cs + 134Cs), сумарна доза опромінення — 131 мбер, з якої: зовнішнього — 14 мбер, загальна від радіонуклідів — 117 мбер (з них Cs — 106 мбер).

## Населення
Станом на 1 січня 2011 року населення села становить 1992 особи. Густота населення — 958,53 особи/км².
Станом на 10 вересня 1921 року в селі налічувалося 175 будинків та 959 мешканців, з них: 447 чоловіків та 512 жінок; 903 православні, 54 юдеї та 2 римо-католики; 872 білоруси, 86 поляків та 1 єврей. На однойменному сусідньому фільварку за переписом цього ж року налічувалося 8 будинків та 82 мешканці, з них: 33 чоловіки та 49 жінок; 53 православні, 19 римо-католиків, 5 євангельських християн та 5 юдеїв; 38 осіб записані білорусами, 38 поляками та 6 «тутейшими».
Згідно з переписом УРСР 1989 року чисельність наявного населення села становила 2092 особи, з яких 989 чоловіків та 1103 жінки. На кінець 1993 року в селі мешкало 2101 жителів, з них 767 — дітей.
За переписом населення України 2001 року в селі мешкало 2050 осіб.

### Мова
Розподіл населення за рідною мовою за даними перепису 2001 року:
| Мова       | Відсоток |
| ---------- | -------- |
| українська | 99,66 %  |
| російська  | 0,29 %   |
| білоруська | 0,05 %   |

### Вікова і статева структура
Структура жителів села за віком і статтю (станом на 2011 рік):
| Вік   | Чоловіків | Жінок | Разом |
| ----- | --------- | ----- | ----- |
| 0-17  | 271       | 266   | 537   |
| 18-39 | 264       | 260   | 524   |
| 40-59 | 252       | 250   | 502   |
| 60+   | 210       | 219   | 429   |
| Разом | 997       | 995   | 1992  |

### Соціально-економічні показники
| Працездатне населення | Працездатне населення | Працездатне населення | Працездатне населення | Працездатне населення | Працездатне населення | Непрацездатне населення | Непрацездатне населення | Непрацездатне населення | Непрацездатне населення | Непрацездатне населення | Непрацездатне населення | Все населення |
| Чоловіки              | Чоловіки              | Жінки                 | Жінки                 | Разом                 | Разом                 | Чоловіки                | Чоловіки                | Жінки                   | Жінки                   | Разом                   | Разом                   | 1992          |
| ос.                   | %                     | ос.                   | %                     | ос.                   | %                     | ос.                     | %                       | ос.                     | %                       | ос.                     | %                       | 1992          |
| --------------------- | --------------------- | --------------------- | --------------------- | --------------------- | --------------------- | ----------------------- | ----------------------- | ----------------------- | ----------------------- | ----------------------- | ----------------------- | ------------- |
| 560                   | 28                    | 580                   | 29                    | 1140                  | 57                    | 408                     | 20                      | 442                     | 22                      | 850                     | 42                      | 1992          |

| Зайняті  | Зайняті  | Зайняті | Зайняті | Зайняті | Зайняті | Безробітні | Безробітні | Безробітні | Безробітні | Безробітні | Безробітні | Все населення |
| Чоловіки | Чоловіки | Жінки   | Жінки   | Разом   | Разом   | Чоловіки   | Чоловіки   | Жінки      | Жінки      | Разом      | Разом      | 1992          |
| ос.      | %        | ос.     | %       | ос.     | %       | ос.        | %          | ос.        | %          | ос.        | %          | 1992          |
| -------- | -------- | ------- | ------- | ------- | ------- | ---------- | ---------- | ---------- | ---------- | ---------- | ---------- | ------------- |
| 11       | 2        | 21      | 3       | 32      | 5       | 161        | 26         | 134        | 21         | 295        | 47         | 1992          |

| Дорослі | Діти | Пенсіонери | Інваліди Німецько-радянської війни | Учасники бойових дій | Інваліди всіх груп і категорій | Люди, які обслуговуються служб. соц. допом. на дому | Неповні сім'ї | Діти з неповних сімей | Багатодітні сім'ї | Діти з багатодітних сімей | Діти-інваліди | Діти-сироти | Одинокі багатодітні матері |
| ------- | ---- | ---------- | ---------------------------------- | -------------------- | ------------------------------ | --------------------------------------------------- | ------------- | --------------------- | ----------------- | ------------------------- | ------------- | ----------- | -------------------------- |
| 1536    | 455  | 549        | 6                                  | 5                    | 145                            | 21                                                  | 23            | 25                    | 33                | 105                       | 21            | 17          | 2                          |

## Політика

### Органи влади
До 2020 року місцеві органи влади були представлені Сварицевицькою сільською радою.

### Вибори
Село входить до виборчого округу № 155. У селі розташована виборча дільниця № 560283. Станом на 2011 рік кількість виборців становила 1546 осіб.

## Культура
Село є єдиним місцем в Україні, де сьогодні на день Святої Трійці проводять дохристиянський західнополіський весняно-літній обряд «Водіння Куста».
Для Сварицевичів, як і для багатьох інших сіл Правобережного Полісся, характерні особливі народні уявлення про лелеку (буська), які досліджувалися науковцями.
У селі працює Сварицевицький сільський клуб на 140 місць. Діє Сварицевицька публічно-шкільна бібліотека, книжковий фонд якої становлять 20 480 книг та яка має 12 місць для читання, 2 особи персоналу, кількість читачів — 988 осіб.
Село знамените багатьма оригінальними жанрами веснянок, купальських, петрівчаних пісень, колядками, щедрівками, весільними піснями, плачами-голосіннями. Тому його справді можна вважати заповідником Поліського краю.[джерело?]
Відомий письменник-етнограф Василь Скуратівський писав:
| «Сварицевичі — реліктове село, поліський осередок, який заслуговує на статус фольклорно-етнографічного, а можливо, навіть міжнародного значення, адже йдеться про загальнослов'янську пам'ятку».[джерело?] |
Протягом останніх десятиліть село Сварицевичі є центром уваги дослідників народної творчості поліського краю. Місцеві жителі, досі зберігають музично-поетичні пам'ятки давнини, дохристиянські звичаї, повір'я та народні свята, які віками передавались із вуст в уста.[джерело?]
Село Сварицевичі вважають столицю традиції виготовлення мацика, сирого в’яленого м’яса, виготовленого з відбірної свинини місцевого виробництва. Продукт є найдавнішим атрибутом української кухні, який готували виключно чоловіки. Секрет його приготування передавався в родинах з покоління до покоління.

### Історія бібліотеки
У селі Сварицевичі перша бібліотека була заснована у 1952 році. Першим бібліотекарем став Островський Василь Ілліч. Коли йому йшов 16 — й рік він вступив до комсомолу. Приймали в комсомол у Висоцьку, доручили створити йому комсомольську організацію школи. Тоді ж призначили сільським бібліотекарем, вручили в райкомі книги, розповіли які обов'язки бібліотекаря. Бібліотека села розмістилася спочатку в хаті його тітки Островської Марії Федорівни. Потім її перенесли ближче до центру села у хату Полюхович Тетяни Йосипівни. Бібліотека була тим вогником, до якого тягнулися жителі села та учні школи. А Василь Їлліч з книгами був бажаним гостем в кожній оселі.
З вересня 1967 року бібліотекарем стала працювати Дашук Катерина Оверхівна, яка родом була з села Крупового. Вона уже мала бібліотечну освіту. До 1979 року бібліотека була розміщена в Сварицевицькому сільському клубі
Протягом більше півстоліття багато людей внесли свій вклад в розвиток бібліотечної справи в селі Сварицевичі. По різному складалися їх долі і тому хочется згадати тих людей поіменно: з 1967 року по 1979 рік в бібліотеці працювали такі бібліотекарі: Полховська Тамара Миколаївна, Остапович Федір Андрійович, Євхимець Віра Леонтіївна, Соловей Людмила Федорівна . До речі Людмила Федорівна ще й досі працює бібліотекарем в селі Тумень. Бібліотечний фонд тоді нараховував 7 тисяч примірників книг. У 1980 році бібліотеку перенесли у приміщення старої контори . Місцевий колгосп «Партизан» за свої кошти зробив ремонт. Бібліотека стала на багато більшою, світлішою. Складалася вона з дитячої і дорослої зали. Тут працювали такі бібліотекарі: Вишневська Марія Степанівна, Холодько Любов Семенівна, Гулько Марія Іванівна. На той час в бібліотеці налічувалося вже близько 11 тисяч примірників літератури. В 1991 році в сільську бібліотеку прийшли працювати Корейчук Олена Федорівна та Крупко Марія Федорівна. Вони мали бібліотечну освіту обидві навчалися в Дубенському училищі культури. Тоді вже бібліотечний фонд налічував близько 17 тисяч примірників книг. З них 4 тисячі дитячої літератури. В 2002 році через аварійний стан, бібліотеку було переміщено в приміщення дитячого садочка. В 2004 році відбулася реорганізація бібліотечної галузі в Рівненській області. Бібліотека стала називатися публічно-шкільною бібліотекою. Першими бібліотекарями вже публічно-шкільної бібліотеки стали Корейчук Олена Федорівна та Кардаш Юлія Харитонівна. З 2007 року бібліотека знаходиться в приміщенні школи. На даний час користувачами нашої бібліотеки є 950 читачів. З них 256 діти, 250 молоді, 55 вчителів та інші жителі села. Бібліотечний фонд налічує 19660 екземплярів, з них 13991 книги, 5463 підручників, 188 періодика.
На даний час бібліотекарями Сварицевицької публічно-шкільної бібліотеки є Корейчук Олена Федорівна та Холодько Ірина Степанівна. Найбільш вагомою подією в діяльності бібліотеки за останні роки це — перемога в IV раунді конкурсу проєктів програми «Біліоміст» «Організація нових бібліотечних послуг з використанням вільного доступу до Інтернету», в результаті отримала грант від програми 3 комп'ютери, 3 веб камери, принтер, сканер та програмне забезпечення. 30 вересня 2011 року відбулося урочисте відкриття БібліоІнтернету, з наданням вільного та безкоштовного доступу до мережі Інтернет. Сьогодні, поряд з традиційними методами, ми пропонуємо нашим користувачам нові онлайнові технології створюємо власні електронні ресурси. Створено власну бібліотечну web-сторіноку (http://dubrlibr.rv.ua/ [Архівовано 13 серпня 2014 у Wayback Machine.]) на сайті Дубровицької ЦСПШБ. Наша бібліотека знайшла свою нішу у світовому інформаційному просторі. На web-сторінці представлено в основному матеріали краєзнавчого характеру та інформація про діяльність бібліотеки. Формується власний електронний каталог через імпорт отриманих від ЦРБ бібліографічних записів у власну базу даних. В повнотекстовій електронній бази даних «Краєзнавство» сформовано 45 записів з повними текстами документів, презентацій, відеоматеріалів, з посиланням на адреси сайтів, які містять краєзнавчі матеріали нашого села. 2012—2016 роки бібліотека була учасницею Мережі Пунктів доступу громадян (ПДГ) до інформації органів державної влади з надання безоплатної правової допомоги для відвідувачів бібліотеки. На початку 2017 року ПДГ замінив Центр обслуговування громадян електронною інформацією (ЦОГ) — це інформаційно — консультаційна служба яка обладнана апаратно — програмним комплексом і покликана задовольняти потреби користувачів бібліотеки у публічній інформації в електронному вигляді.
Бібліотека тісно пов'язує свою діяльність з Сварицевицьким КДК, зокрема школою та сільським клубом. Успіхом такої діяльності є реалізація спільного проєкту «Оберіг», який спрямований на пошук, Оберіг, збереження народних обрядів, ремесел, традицій виховання учнівської молоді засобами народної педагогіки. По результатам та напрацюванням даного проєкту створена презентація «Краєзнавча робота Сварицевицької ПШБ» яку можна переглянути на сайті бібліотеки (http://svar.dubrlibr.rv.ua/ [Архівовано 21 лютого 2020 у Wayback Machine.]). Краєзнавча робота є найголовнішим напрямком діяльності бібліотеки. Також ще одним успішно реалізованим проєктом можна вжати Проєкт «Сварицевичі ХХ ст.» В 2014 році здобули перемогу в обласному конкурсі міні — грантів бібліотечних ініціатив від Рівненського обласного відділення Української бібліотечної асоціації з напрямку «Інноваційні технології на користь громаді» за проєкт «Сварицевичі ХХ століття» який спрямований на виявлення маловідомих суперечливих сторінок історії збереження історичної пам'яті с. Сварицевичі та популяризації історичного краєзнавства, та отримали цифровий фотоапарат як ресурсну допомогу для здійснення проєктної діяльності. Маючи сучасний цифровий фотоапарат з функціями відеозапису створено 10 власних краєзнавчих відеоматеріалів. Бібліотекарі записували спогади старожилів села про суперечливі історичні події XX століття свідками яких вони були. Деякі спогади розміщені на сайті конкурсу www.youtube.com/watch?v=enBf_4GEvwA. A інші відеоматеріали зберігаються в бібліотеці. 3 2015 року бібліотекарі працюють над реалізацією нового проєкту «Сварицевичі ХХІ століття». Враховуючи сучасну ситуацію в Україні вже сьогодні, створюються фото — відеоматеріали для зберігання майбутнім поколінням, як краєзнавчий матеріал. На даний час бібліотека вже працює в напрямках «Наші односельчани учасники АТО», «Волонтерський рух в селі Сварицевичі на допомогу постраждалим в зоні АТО».

## Релігія
Список конфесійних громад станом на 2023 рік:
| Релігійна організація «РЕЛІГІЙНА ГРОМАДА СВЯТО-ГЕОРГІЇВСЬКОЇ ПАРАФІЇ РІВНЕНСЬКОЇ ЄПАРХІЇ УКРАЇНСЬКОЇ ПРАВОСЛАВНОЇ ЦЕРКВИ (ПРАВОСЛАВНОЇ ЦЕРКВИ УКРАЇНИ) СЕЛА СВАРИЦЕВИЧІ САРНЕНСЬКОГО РАЙОНУ РІВНЕНСЬКОЇ ОБЛАСТІ» | УКРАЇНСЬКА ПРАВОСЛАВНА ЦЕРКВА (ПРАВОСЛАВНА ЦЕРКВА УКРАЇНИ) | Дата заснування: 25.09.1911 Дата зміни назви та підпорядкування: 06 квітня 2023 | 820 | Церква СВЯТО-ГЕОРГІЇВСЬКА | [ 29 ] |
| — православні. |                                                            |                                                                                 |     |                           |        |

## Освіта
У селі діє Сварицевицький ліцей. У 2011 році в ній навчалося 317 учнів (із 700 розрахованих) та викладало 42 учителі.
Дошкільна освіта представлена дитячим садком «Сварицевицький дошкільний навчальний заклад „Сонечко“», у якому станом на 2011 рік навчалася 41 дитина і працювало 6 учителів та вихователів.

## Інфраструктура
У селі діє сільська лікарська амбулаторія. У селі наявний сквер площею 600 м². Наявне відділення поштового зв'язку.
Понад 60 років у селі працює Сварицевицьке лісництво. На його базі в 1982 році створено Сварицевицький ботанічний заказник площею 2220 га, який входить до складу природно-заповідного фонду України.[джерело?]

## Ветерани війни
- Войтович Степан Борисович [Архівовано 4 березня 2016 у Wayback Machine.]
- Горбачевський Савелій Григорович [Архівовано 4 березня 2016 у Wayback Machine.]
- Галушко Степан Феодосійович [Архівовано 4 березня 2016 у Wayback Machine.]
- Гольц Яків Михайлович [Архівовано 4 березня 2016 у Wayback Machine.]
- Киркевич Борис Петрович [Архівовано 4 березня 2016 у Wayback Machine.]
- Киркевич Іван Петрович [Архівовано 4 березня 2016 у Wayback Machine.]
- Крупко Іван Гаврилович [Архівовано 4 березня 2016 у Wayback Machine.]
- Легкий Павло Климович [Архівовано 28 лютого 2017 у Wayback Machine.]
- Легкий Василь Григорович [Архівовано 4 березня 2016 у Wayback Machine.]
- Легкий Лазар Григорович [Архівовано 4 березня 2016 у Wayback Machine.]
- Легкий Констянтин Григорович [Архівовано 4 березня 2016 у Wayback Machine.]
- Островський Ілля Федорович [Архівовано 4 березня 2016 у Wayback Machine.]
- Такун Кирило Маркович [Архівовано 4 березня 2016 у Wayback Machine.]

#### Офіційні дані та нормативно-правові акти
- Паспорт Дубровицького району (станом на 1 січня 2011 року) (doc). Дубровицька районна рада. Архів оригіналу за 10 лютий 2015. Процитовано 16 жовтня 2019.

#### Мапи
- Історичний Атлас України / Гол. ред. Л. Винар; Упорядн.: І. Тесля, Е. Тютько. Українське історичне товариство. — Монреаль; Нью-Йорк; Мюнхен, 1980. — 182 с.